# Przyjaciółki (film 1936)
Przyjaciółki  (ros. Подруги, Podrugi) – radziecki czarno-biały film z 1936 roku w reżyserii Leo Arnsztama. W filmie tym Zoja Fiodorowa, Janina Żejmo i Irina Zarubina wcieliły się w role tytułowych Przyjaciółek – trzech dziewczyn z robotniczego przedmieścia, które uczestniczą w rewolucji i wojnie. Film dedykowany francuskiemu pisarzowi Romain Rolland.

## Fabuła
Film opowiada historię przyjaźni trzech dziewczyn z Piotrogrodu, które dorastają razem i stają się pielęgniarkami podczas rosyjskiej wojny domowej.

## Obsada
- Zoja Fiodorowa jako Zoja
- Janina Żejmo jako Asia
- Irina Zarubina jako Natasza
- Boris Czirkow jako Sieńka
- Boris Baboczkin jako Andriej
- Nikołaj Czerkasow jako oficer Białej Armii
- Wasilij Mierkurjew jako listonosz
- Boris Blinow jako ranny komisarz
- Marija Blumental-Tamarina jako babcia Fiokła Pietrowna
- Pawieł Wołkow jako pracownik karczmy
- Stiepan Kajukow jako karczmarz
- Stiepan Kryłow jako maszynista
- Boris Posławski jako Siłycz
- Sierafima Birman
- Ida Antipowa jako Zoja w dzieciństwie
- Dagmara Pape jako Natasza w dzieciństwie
- Wiera Popowa jako matka Zoi
- Pawieł Suchanow jako białogwardzista
- Piotr Alejnikow jako ranny